# Reason Foundation
Die Reason Foundation ist eine libertäre, marktliberale Denkfabrik mit Sitz in Santa Monica, Kalifornien. Die Stiftung ist Partner des Atlas Network und gibt die Zeitschrift Reason heraus.

## Geschichte
Die Reason Foundation wurde 1978 von Robert W. Poole gegründet. Aktueller Präsident (2016) ist David Nott.
1995 wurde die Denkfabrik mit einem Jahresetat von 2,2 Mio. USD (1991) als ein „vergleichsweise kleines Think Tank im libertären Spektrum“ beschrieben, das aber stetig wachse. Der Jahresetat bestand 1991 zu 30 % aus Erlösen der Zeitschrift Reason, zu 30 % aus Stiftungsgeldern und zu 40 % aus Spenden von Einzelpersonen und Unternehmen. Das Budget wuchs im Jahre 1999 auf ca. 5 Mio. USD an. Zu den Spendern gehörten eine Reihe großer Konzerne (Bank of America, Chevron, Coca-Cola, Daimler Chrysler, Eli Lilly, ExxonMobil, Ford, General Motors, Microsoft, Pfizer, Phillip Morris, Playboy, P&G, Shell und Union Carbide). 2008 betrug der Jahresetat ca. 7,1 Mio. USD, wobei die Denkfabrik zunehmend verschwiegener bezüglich der Herkunft ihrer Gelder wurde. Insbesondere erhält die Denkfabrik auch hohe Summen von der Charles Koch Foundation des Milliardärs Charles G. Koch, welcher eine Reihe weiterer Denkfabriken mit ähnlicher politischer Ausrichtung finanziert. Im Jahre 2012 erhielt Reason 2 Mio. USD von der Sarah Scaife Foundation und 1,5 Mio. USD von der Charles Koch Foundation.
2014 belegte die Reason Foundation im Global Go To Think Tank Index Report des Think Tanks and Civil Societies Program der University of Pennsylvania Platz 41 (von 60) unter den „Top Think Tanks der Vereinigten Staaten“.

## Beiträge und Aktivitäten
Die Reason Foundation verbreitet ihre Ideen nach dem Vorbild der Heritage Foundation. Die Beiträge der Foundation eint eine Vorstellung von individueller Freiheit und freien Märkten.
In bekannten Beiträgen der Reason Foundation wurde für die Privatisierung öffentlicher Daseinsvorsorge wie Post, Feuerwehr und Flugsicherheit geworben. Die Foundation sagte zu diesem Thema mehrfach vor Regierungsgremien aus und es wird angenommen, dass die Beiträge der Foundation die Entscheidungen über Privatisierungen mit beeinflusst haben. Poole veröffentlichte 1980 das Buch Cutting Back City Hall, das für Privatisierung in allen Belangen des öffentlichen Sektors warb. Das Buch gilt als die theoretische Grundlage der Privatisierungspolitik von Margaret Thatcher.
Während der juristischen Auseinandersetzungen um den Affordable Care Act veröffentlichte Reason ein Video, welches das Argument popularisierte, die Versicherungspflicht (individual mandate) des Affordable Care Act sei äquivalent zu einer Verpflichtung zum Kauf bestimmter Sorten Obst und Gemüse und daher nicht mit der US-Verfassung vereinbar. Dabei wurden Szenen des Rechtswissenschaftlers Erwin Chemerinsky gezeigt, der für die Legalität der Versicherungspflicht argumentierte, jedoch wurde das Video so geschnitten, dass die Argumente von Chemerinsky besonders unvorteilhaft erschienen. Laut dem Produzenten des Videos sollte Chemerinsky so zum „Leinwandbösewicht“ aufgebaut werden. Die Argumentationslinie der Foundation wurde später auch im Verfahren selbst aufgegriffen.
Zum Thema der globalen Erwärmung veröffentlichte Reason Beiträge, die die globale Erwärmung als real und menschengemacht anerkennen. Staatliche Maßnahmen zur Bekämpfung von Treibhausgasemissionen werden aber nicht unterstützt.

## Zeitschrift
Die Reason Foundation ist Herausgeber der Zeitschrift Reason mit dem Wahlspruch „free minds and free markets“. Die Zeitschrift hatte 2011 eine Auflage von etwa 50.000 pro Monat. Der Webauftritt des Magazins erreicht 2,5 Mio. Unique Visitors pro Monat. Aktuelle Herausgeberin (2016) ist Katherine Mangu-Ward. Das Magazin wurde 1968 durch Lanny Friedlander gegründet und nachträglich durch die Reason Foundation erworben. Das Themenspektrum umfasst Politik bis Kultur und wird laut eigener Aussage in einer „provokativen Mischung aus Nachrichten, Analysen und Kommentaren“ dargeboten.
Robert W. Poole zufolge soll das Magazin Personen mit konservativer Haltung in ökonomischen Fragen, aber einer liberalen, toleranten Haltung in kulturellen Fragen ansprechen; ein Personenkreis, der besonders unter Hochschulabsolventen zu finden sei.
Reason wurde von der Chicago Tribune jeweils in den Jahren 2003 und 2004 zu einem der 50 besten Magazine gekürt.
Das Magazin kritisiert oftmals eine behauptete „Cancel Culture“ bei als progressiv geltenden Medien. Allerdings wurde Reason 2020 in The Daily Beast vorgeworfen, sich von einer Autorin getrennt zu haben, weil sie zu kritische Beiträge über Donald Trumps erste Präsidentschaft geschrieben habe. Kritiker sehen darin nicht nur selbst eine Praktik des „Cancelns“, sondern auch eine Beeinflussung durch konservative und pro-republikanische Spender der Reason Foundation. Das Magazin dementierte jedoch, von den Spendengeldern beeinflusst gewesen zu sein.